# Centralny Zarząd Przemysłu Wełnianego
Centralny Zarząd Przemysłu Wełnianego – jednostka organizacyjna Ministerstwa Przemysłu Lekkiego, powołana w celu koordynowania, nadzorowania i kontrolowania oraz pełnienia ogólnego kierownictwa nad działalnością gospodarczą przedsiębiorstw państwowych lub będących pod zarządem państwowym.

## Powołanie Zarządu
Na podstawie zarządzenia Ministra Przemysłu Lekkiego z 1949 r. o utworzeniu "Centralnego Zarządu Przemysłu Wełnianego" ustanowiono Zarząd. Zarządzenie powstało w  porozumieniu z Przewodniczącym Państwowej Komisji Planowania Gospodarczego i Ministrem Skarbu. Powołanie Zarządu pozostawało w ścisłym związku z dekretem z 1947 r. o tworzeniu przedsiębiorstw państwowych.
Nadzór państwowy nad Zarządem sprawował Minister Przemysłu Lekkiego.

## Powstanie Zarządu
Centralny Zarząd Przemysłu Wełnianego powstał w wyniku wydzielenia z administracji państwowej jednostki organizacyjnej jako przedsiębiorstwa państwowego  prowadzonego w ramach narodowych planów gospodarczych oraz według zasad gospodarki handlowej.

## Przedmiot działalności Zarządu
Przedmiotem działalności Zarządu było koordynowanie, nadzorowanie i kontrolowanie oraz ogólne kierownictwo działalności gospodarczej przedsiębiorstw państwowych lub będących pod zarządem państwowym.

## Rada Nadzoru Społecznego
Przy Zarządzie powołana była Rada Nadzoru Społecznego której zakres działania, sposób powoływania i odwoływania jej członków, organizację i sposób wykonywania powierzonych czynności określi rozporządzenie Rady Ministrów.
Rada Nadzoru Społecznego miała charakter niezależnego organu nadzorczego, kontrolnego oraz opiniodawczego, podlegającego w swej działalności nadzorowi Prezydium Krajowej Rady Narodowej.

## Kierowanie Zarządem
Organem zarządzającym Zarządu była dyrekcja, powoływana i zwalniana przez Ministra Przemysłu Lekkiego i składająca się z dyrektora naczelnego, reprezentującego dyrekcję samodzielnie oraz z podległych dyrektorowi naczelnemu czterech dyrektorów.
Do ważności zobowiązań, zaciąganych przez Zarząd wymagane było współdziałanie, zgodnie z uprawnieniami, przewidzianymi w statucie:
- dwóch członków dyrekcji łącznie,
- jednego członka dyrekcji łącznie z pełnomocnikiem handlowym w granicach jego pełnomocnictwa,
- dwóch pełnomocników handlowych łącznie w granicach ich pełnomocnictw.

## Wykaz przedsiębiorstw nadzorowanych
- Zakłady Przemysłu Wełnianego Imienia Ludwika Waryńskiego, przedsiębiorstwo państwowe wyodrębnione z siedzibą w Łodzi[1],
- Zakłady Przemysłu Wełnianego Imienia Norberta Barlickiego, przedsiębiorstwo państwowe wyodrębnione z siedzibą w Łodzi,
- Zakłady Przemysłu Wełnianego "9-go Maja", przedsiębiorstwo państwowe wyodrębnione z siedzibą w Łodzi,
- Zakłady Przemysłu Wełnianego Imienia Gwardii Ludowej, przedsiębiorstwo państwowe wyodrębnione z siedzibą w Łodzi,
- Zakłady Przemysłu Wełnianego Imienia Gen. Karola Świerczewskiego, przedsiębiorstwo państwowe wyodrębnione z siedzibą w Łodzi,
- Zakłady Przemysłu Wełnianego Imienia Wł. Reymonta, przedsiębiorstwo państwowe wyodrębnione z siedzibą w Łodzi,
- Sosnowieckie Zakłady Przemysłu Wełnianego, przedsiębiorstwo państwowe wyodrębnione z siedzibą w Sosnowcu,
- Częstochowskie Zakłady Przemysłu Wełnianego, przedsiębiorstwo państwowe wyodrębnione z siedzibą w Częstochowie,
- Rakszawskie Zakłady Przemysłu Wełnianego, przedsiębiorstwo państwowe wyodrębnione z siedzibą w Rakszawie k. Łańcuta, woj. Rzeszów,
- Myszkowskie Zakłady Przemysłu Wełnianego, przedsiębiorstwo państwowe wyodrębnione z siedzibą w Myszkowie k. Częstochowy,
- Częstochowskie Zakłady Przemysłu Wełnianego "1-go Maja", przedsiębiorstwo państwowe wyodrębnione z siedzibą w Częstochowie,
- Pomorskie Zakłady Przemysłu Wełnianego, przedsiębiorstwo państwowe wyodrębnione z siedzibą w Okonku,
- Bobolickie Zakłady Przemysłu Wełnianego, przedsiębiorstwo państwowe wyodrębnione z siedzibą w Bobolicach, pow. Koszalin,
- Zakłady Przemysłu Wełnianego "Choszczno", przedsiębiorstwo państwowe wyodrębnione z siedzibą w Choszcznie,
- Zakłady Przemysłu Wełnianego "Złocieniec", przedsiębiorstwo państwowe wyodrębnione z siedzibą w Złocieńcu,
- Zakłady Przemysłu Wełnianego "Polska Wełna", przedsiębiorstwo państwowe wyodrębnione z siedzibą w Zielonej Górze,
- Lubskie Zakłady Przemysłu Wełnianego, przedsiębiorstwo państwowe wyodrębnione z siedzibą w Lubsku,
- Żagańskie Zakłady Przemysłu Wełnianego, przedsiębiorstwo państwowe wyodrębnione z siedzibą w Żaganiu,
- Zawidowskie Zakłady Przemysłu Wełnianego, przedsiębiorstwo państwowe wyodrębnione z siedzibą w Zawidowie,
- Stabłowickie Zakłady Przemysłu Wełnianego, przedsiębiorstwo państwowe wyodrębnione z siedzibą w Stabłowicach k. Wrocławia,
- Jeleniogórskie Zakłady Przemysłu Wełnianego, przedsiębiorstwo państwowe wyodrębnione z siedzibą w Jeleniej Górze,
- Głuszyckie Zakłady Przemysłu Wełnianego, przedsiębiorstwo państwowe wyodrębnione z siedzibą w Głuszycy,
- Świdnickie Zakłady Przemysłu Wełnianego, przedsiębiorstwo państwowe wyodrębnione z siedzibą w Świdnicy,
- Tomaszowskie Zakłady Przemysłu Wełnianego, przedsiębiorstwo państwowe wyodrębnione z siedzibą w Tomaszowie Mazowieckim,
- Mazowieckie Zakłady Przemysłu Wełnianego, przedsiębiorstwo państwowe wyodrębnione z siedzibą w Tomaszowie Mazowieckim,
- Tomaszowskie Zakłady Przemysłu Wełnianego Imienia Marcelego Nowotki, przedsiębiorstwo państwowe wyodrębnione z siedzibą w Tomaszowie Mazowieckim,
- Zgierskie Zakłady Przemysłu Wełnianego Imienia Jarosława Dąbrowskiego, przedsiębiorstwo państwowe wyodrębnione z siedzibą w Zgierzu,
- Zgierskie Zakłady Przemysłu Wełnianego Imienia Jana Pietrusińskiego, przedsiębiorstwo państwowe wyodrębnione z siedzibą w Zgierzu,
- Ozorkowskie Zakłady Przemysłu Wełnianego, przedsiębiorstwo państwowe wyodrębnione z siedzibą w Ozorkowie,
- Zakłady Przemysłu Wełnianego Imienia Partyzantów, przedsiębiorstwo państwowe wyodrębnione z siedzibą w Łodzi,
- Białostockie Zakłady Przemysłu Wełnianego Imienia Dyr. Sierżanta, przedsiębiorstwo państwowe wyodrębnione z siedzibą w Białymstoku,
- Zakłady Przemysłu Wełnianego Imienia Waleriana Łukasińskiego, przedsiębiorstwo państwowe wyodrębnione z siedzibą w Łodzi,
- Zakłady Przemysłu Wełnianego Imienia Józefa Niedzielskiego, przedsiębiorstwo państwowe wyodrębnione z siedzibą w Łodzi,
- Zakłady Przemysłu Wełnianego Imienia Andrzeja Struga, przedsiębiorstwo państwowe wyodrębnione z siedzibą w Łodzi,
- Zakłady Przemysłu Wełnianego Imienia Karola Bardowskiego, przedsiębiorstwo państwowe wyodrębnione z siedzibą w Łodzi,
- Zakłady Przemysłu Wełnianego - "Wiosna Ludów", przedsiębiorstwo państwowe wyodrębnione z siedzibą w Łodzi,
- Zakłady Przemysłu Wełnianego Imienia Michała Osowskiego, przedsiębiorstwo państwowe wyodrębnione z siedzibą w Łodzi,
- Pabianickie Zakłady Przemysłu Wełnianego, przedsiębiorstwo państwowe wyodrębnione z siedzibą w Pabianicach.